# Montgenèvre (miejscowość)
Montgenèvre – miejscowość i gmina we Francji, w regionie Prowansja-Alpy-Lazurowe Wybrzeże, w departamencie Alpy Wysokie.

## Położenie
Leży w północnej części Alp Kotyjskich, na stosunkowo niskiej i szerokiej przełęczy Montgenèvre w głównym grzbiecie wododziałowym Alp. Jest miejscowością graniczną: ok. 1 km na wschód od zabudowań wsi, nieco poniżej osi przełęczy, biegnie granica francusko-włoska. Przez Montgenèvre biegnie droga z Briançon we Francji do Susy we Włoszech. Do Montgenèvre należy również położony u zachodnich podnóży przełęczy przysiółek Les Alberts.

## Nazwa
Miejscowość była wymieniana w 1189 r. jako Mons Jani, w 1343 i 1486 r. jako Villa Montis Jani oraz w 1529 r. jako Mont Genèvre. Wszystkie nazwy wywodziły się od nazwy przełęczy, stanowiącej już w starożytności licznie uczęszczane przejście przez główny grzbiet Alp.

## Demografia
Według danych na rok 1990 gminę zamieszkiwało 519 osób, a gęstość zaludnienia wynosiła 13 osób/km². W styczniu 2015 r. Montgenèvre zamieszkiwało 549 osób, przy gęstości zaludnienia wynoszącej 13,7 osób/km².

## Narciarstwo
W Montgenèvre rozwinięta jest infrastruktura przeznaczona do uprawiania sportów zimowych, przede wszystkim narciarstwa. Miejscowość ta stanowi francuską część ośrodka narciarskiego Via Lattea.
W Montgenèvre rozegrana będzie część konkurencji podczas Zimowych Igrzysk Olimpijskich 2030.